# Lądowanie w zatoce Lingayen

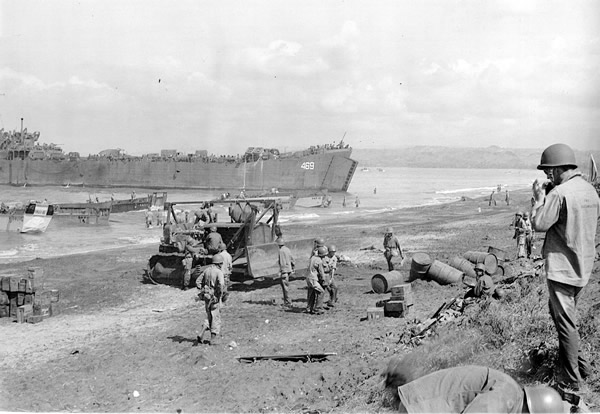
Jeden z LST na plaży pod Lingayen

Lądowanie w zatoce Lingayen – aliancka operacja desantowa na Filipinach w czasie II wojny światowej. 6 stycznia 1945 roku potężna armada aliancka pod dowództwem admirała Jesse Oldendorfa weszła do obszernej zatoki Lingayen na północno-zachodnim wybrzeżu wyspy Luzon. Po trzydniowym bombardowaniu domniemanych pozycji japońskich przez okręty US Navy i Royal Australian Navy, 9 stycznia nastąpiło lądowanie oddziałów 6 Armii amerykańskiej generała Waltera Kruegera, która utworzyła 32-kilometrowy przyczółek, by z niego – po przełamaniu oporu Armii Cesarskiej – ruszyć 17 stycznia na południe, w kierunku odległej o 180 km stolicy kraju, Manili.

## Tło operacji
Filipiny od XVI wieku były kolonią hiszpańską, a od 1901 roku terytorium zależnym Stanów Zjednoczonych. Posiadały jednak własny parlament, który od 1916 roku otrzymał duże uprawnienia w sprawach wewnętrznych. W 1934 roku Kongres Stanów Zjednoczonych przyjął ustawę Tydingsa–McDuffiego, która przyznała Filipinom autonomię na 10 lat i przewidywała po tym okresie przyznanie im niepodległości. Obrona wysp znajdowała się w gestii armii filipińskiej i amerykańskiej. W lipcu 1941 roku rząd amerykański zgodził się na utworzenie Sił Lądowych Stanów Zjednoczonych na Dalekim Wschodzie (United States Army Forces in the Far East), na czele których stanął generał Douglas MacArthur.
W zbliżającym się konflikcie zatoka Lingayen (ze względu na swe położenie) miała odegrać strategiczną rolę. 22 grudnia 1941 roku japońska 14 Armia dowodzona przez generała Masaharu Hommę wylądowała na jej wschodnim wybrzeżu, pod miejscowościami Agoo, Caba, Santiago i Bauang, gdzie napotkała relatywnie niewielki opór, jaki stawiły źle przygotowane, uzbrojone i wyposażone oddziały amerykańsko-filipińskie. Ich przegrana spowodowała, że gen. MacArthur wydał rozkaz opuszczenia północnej części Luzonu i wycofania się na półwysep Bataan, który stał się dla obrońców pułapką. Przez następne trzy lata Filipiny znajdowały się pod okupacją japońską, przy czym tylko część społeczeństwa zgodziła się współpracować z najeźdźcą. Działała miejska i – dość silna – leśna partyzantka, a społeczeństwo oczekiwało na spełnienie obietnicy MacArthura, który w marcu 1942 roku, opuściwszy Corregidor, wypowiedział słynne słowa „I shall return!” (wrócę).
Po zajęciu wysp środkowego Pacyfiku w lecie i na jesieni 1944 roku, główni dowódcy amerykańscy w regionie – MacArthur i admirał Chester Nimitz – nie mogli zgodzić się co do strategii działań w chwili, gdy bombowce amerykańskie docierały już nad Wyspy Japońskie, a do opanowania zostały – z najważniejszych celów – jeszcze tylko Formoza, Filipiny i ewentualnie – przed inwazją w Japonii – Chiny kontynentalne. MacArthur uważał, że powinien dotrzymać przyrzeczenia i uderzać najpierw na Filipiny, potem Okinawę i Tajwan, a następnie dokonać wielkiego desantu w Chinach. Nimitz był zwolennikiem prostszego planu – pominąć Filipiny, zająć Tajwan i Okinawę, a na koniec wysadzić desant na Kiusiu. By pogodzić zwaśnionych dowódców prezydent Franklin Delano Roosevelt udał się do Honolulu, spotkał się z nimi i wysłuchał argumentów za i przeciw. Po skonfrontowaniu obu planów prezydent wybrał drogę MacArthura (jednak z pominięciem Chin), a wraz z nią lądowanie na Filipinach, przy czym zastosowano wypróbowaną uprzednio taktykę skokową, dokonując w drugiej połowie 1944 roku desantów na wyspach Leyte i Mindoro.

## Działania

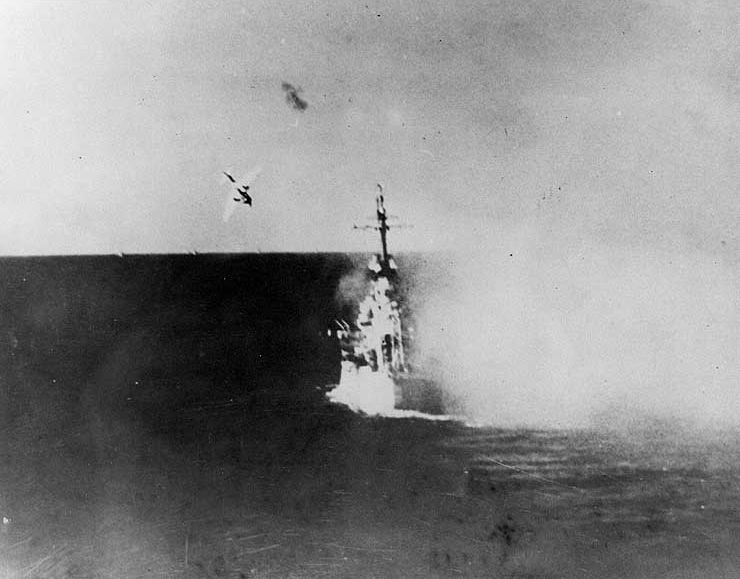
USS Columbia atakowany przez kamikaze w zatoce Lingayen 6 stycznia

Poczynając od połowy 1944 roku lotnictwo amerykańskie dokonywało licznych nalotów na Luzon: najpierw we wrześniu, w ramach wsparcia strategicznego podczas operacji desantowych na Peleliu w archipelagu Palau i na Morotai, następnie w październiku i listopadzie podczas inwazji Leyte, wreszcie na przełomie listopada i grudnia podczas desantu na Mindoro. Bombardowania zostały zintensyfikowane w końcu grudnia, a 30 dnia tego miesiąca 3 Flota admirała Williama Halseya opuściła kotwicowiska na Karolinach kierując się ku północnemu Luzonowi. Jednocześnie siły inwazyjne wiceadmirała Thomasa Kinkaida (Grupy Uderzeniowe 77.1.2 i 77.1.1) zakończyły przygotowania i formowanie konwojów transportowych, które kierowały się ku Leyte, gdzie wyznaczono im punkt zborny. W nocy z 4 na 5 stycznia Leyte opuściła Grupa Uderzeniowa 77.3 (trzy krążowniki i sześć niszczycieli) z MacArthurem na pokładzie jednego z okrętów.
Dowódca 14 Armii japońskiej, generał Tomoyuki Yamashita miał na Luzonie wprawdzie 250 tysięcy żołnierzy, ale tylko 150 samolotów, a i te w większości stracił w ciągu kilku dni, jeszcze przed rozpoczęciem inwazji, gdy zagrożeni nasilającymi się 7 i 8 stycznia atakami kamikaze Amerykanie zaczęli atakować lotniska na wyspie. Nie mógł też liczyć na wsparcie floty znacznie uszczuplonej w bitwach na Morzu Filipińskim i o Leyte, a armada amerykańsko-australijska liczyła ponad 800 jednostek, w tym 6 pancerników, 18 lotniskowców, 11 krążowników, 185 niszczycieli i wiele mniejszych okrętów. W tej sytuacji podzielił swe wojska na dwa związki bojowe: Ugrupowanie Shobu i Ugrupowanie Shimbu. Pierwsze z nich miało bronić drogi do Manili, drugie zaś samej stolicy.
We wczesnych godzinach rannych 6 stycznia 1945 roku rozpoczęło się ciężkie bombardowanie z morza i z powietrza przypuszczalnych celów japońskich pod Lingayen. Zespoły nurków przystąpiły do likwidacji przeszkód przeciwdesantowych, ale ich nie znalazły. Nie było też spodziewanego zaciętego oporu na plażach. Bombardowanie zostało raptownie przerwane 8 stycznia, gdy z jednego z niszczycieli dostrzeżono pochód Filipińczyków z flagami narodowymi co znaczyło, że Japończyków w Lingayen nie ma.
Największym zagrożeniem dla floty inwazyjnej były ataki kamikaze. Od 4 grudnia do 13 stycznia efektem ich działań było zatopienie 24 (m.in. lotniskowca eskortowego USS „Ommaney Bay”) i uszkodzenie 67 okrętów, w tym 30 ciężko – m.in. pancerników USS „Mississippi”, „New Mexico” i „Colorado” (ten ostatni został – podczas jednego z nalotów – trafiony przypadkowo pociskiem artyleryjskim wystrzelonym przez któryś z własnych okrętów), krążownika ciężkiego HMAS „Australia”, lekkiego USS „Columbia” oraz niszczycieli USS „Long” i „Hovey”.
| Typ statku lub okrętu | Zatopione | Ciężko uszkodzone | Lekko uszkodzone |
| --------------------- | --------- | ----------------- | ---------------- |
| pancerniki            |           | 3                 | 1                |
| krążowniki ciężkie    |           | 2                 | 1                |
| krążowniki lekkie     |           | 3                 | 1                |
| lotniskowce eskortowe | 1         | 4                 | 2                |
| niszczyciele          | 1         | 9                 | 14               |
| poławiacze min        | 3         | 1                 | 3                |
| kutry torpedowe       | 1         | 1                 | 1                |
| transportowce floty   | 2         | 1                 | 6                |
| statki „Liberty”      | 6         | 4                 | 2                |
| tendry                | 1         | 1                 | 1                |
| jednostki desantowe   | 9         | 1                 | 5                |
| RAZEM                 | 24        | 30                | 37               |

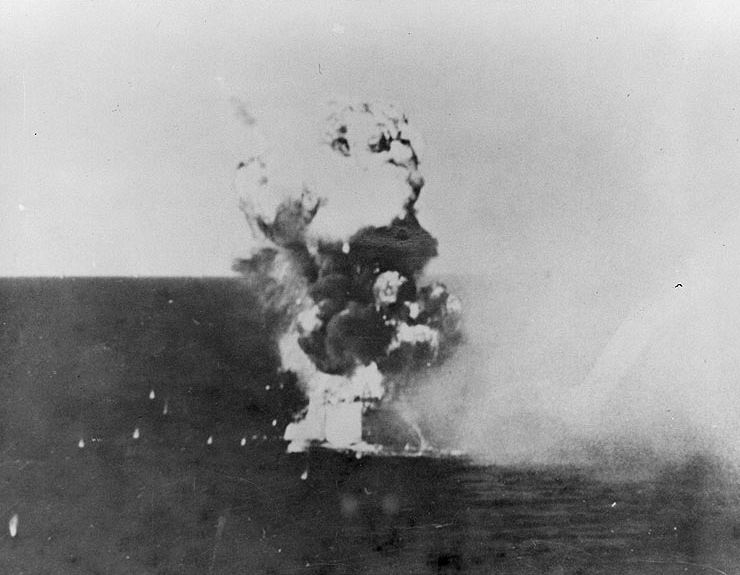
Uderzenie kamikaze w USS Columbia 6 stycznia o godz. 17.29

9 stycznia (dzień S) o godz. 9.30 około 68 tysięcy żołnierzy ze składu 6 Armii gen. Waltera Kruegera rozpoczęło desant na plażach zatoki Lingayen. XIV Korpus lądował między ujściami rzek Calmay i Dagupan na wprost miasta Lingayen i lotniska; dalej na wschód, między ujściem Dagupan a miasteczkiem San Fabian I Korpus. W związku z tym, że pomiędzy miejscami desantu obu korpusów powstała blisko 9-kilometrowa luka, kluczowym zadaniem było zajęcie mostów na Dagupan i nawiązanie łączności. 37 Dywizja Piechoty, lądująca na lewym skrzydle XIV Korpusu, musiała się w związku z tym kierować ku Dagupan, zaś zadaniem 40 Dywizji Piechoty było odbicie wzdłuż wybrzeża na zachód, w kierunku miejscowości Port Sual i Alaminos. Zajęcie Sual i zabezpieczenie drogi do Alaminos miało zabezpieczyć prawe skrzydło XIV Korpusu przed japońskim kontratakiem, co 1. batalion 185 Pułku Piechoty wykonał około południa; 185 Pułk Piechoty nie napotkał do końca dnia Japończyków i nie miał żadnych strat. 160 Pułk Piechoty na lewym skrzydle 40 Dywizji Piechoty również nie poniósł strat i do wieczora posunął się 6 km w głąb lądu. Na nieznaczny opór natrafił 129 Pułk Piechoty na lewym skrzydle XIV Korpusu podczas przeprawy przez rzekę Calmay: kilku zaczajonych za wydmami Japończyków ostrzelało żołnierzy, ale zostali szybko zlikwidowani. Po południu pułk dotarł do Dugapan, ale nie stwierdził obecności I Korpusu, więc przekroczył rzeki Pantal i Mayruso pod wioską Calasiao (gdzie mosty były albo zniszczone, albo nieużyteczne dla ciężkich pojazdów) i wreszcie, wieczorem, nawiązał kontakt z żołnierzami 148 Pułku Piechoty I Korpusu. Przyczółek miał już 32 km długości i miejscami 6 km głębokości.
10 i 11 stycznia (dzień S+1 i S+2) na przyczółku nie nastąpiły żadne zmiany. Wojska Kruegera miały tylko 55 zabitych i 185 rannych. Większe problemy stwarzała pogoda i logistyka. Tylko jednego dnia, 16 stycznia, trzeba było ewakuować czterdziestu pięciu ludzi ze 158 Pułku Piechoty, bowiem cierpieli na udar termiczny. Za mało było wody pitnej. Każdego dnia na brzeg dostarczano 5000 ton zaopatrzenia, ale przesyłanie go w głąb lądu było koszmarem. Tymczasem lądowały kolejne oddziały, a ich liczebność osiągnęła wkrótce 203 608 żołnierzy. Ogólna liczba wojsk podlegających MacArthurowi była wyższa niż liczba żołnierzy, jakich miał Dwight Eisenhower w Europie. Sam MacArthur był zadowolony z przebiegu kampanii; oto co odnotował dowódca XIV Korpusu:

Generał odwiedził 14 stycznia miejsce postoju dowództwa Korpusu. Powiedział, że spodziewał się tak małego oporu i że bitwa o Filipiny została już wygrana na Leyte. Nie podzielam jego optymizmu...

Dopiero po kilku dniach, gdy 6 Armia zajęła już nadbrzeżną dolinę i stanęła u podnóża wzgórz, okazało się jaki był rzeczywisty plan Yamashity. Na podejściach do drogi Damortis-Rosario, 12 km na północ od San Fabian, wojska amerykańskie dostały się pod ogień dział górskich i moździerzy. Okazało się, że wzgórza na wschód od Alcan znajdują się w rękach japońskiej 58 Niezależnej Mieszanej Brygady (dalej 58 IMB) w sile około 1000 dobrze uzbrojonych ludzi. Był to pododdział Ugrupowania Shobu, któremu I Korpus zdołał dać radę dopiero po wprowadzeniu do akcji samolotów z lotniskowców, dział okrętowych i batalionu haubic 150 mm. Ostatecznie 58 IMB została pokonana 17 stycznia, a jej resztki zepchnięte w góry. Teraz przed Kruegerem i jego 6 Armią droga ku Manili stała otworem, ale straty rosły: XIV Korpus stracił tego dnia 30 zabitych i 90 rannych, a I Korpus odpowiednio 220 i 660.

## Rezultaty
Mimo sukcesu, jakim było niewątpliwie zdobycie przyczółka i wyparcie Japończyków w głąb lądu, siły inwazyjne poniosły dość znaczne straty, szczególnie wśród załóg okrętów wsparcia i statków transportowych atakowanych przez kamikaze. Po lądowaniu i oczyszczeniu najbliższej okolicy (Ugrupowanie Shobu wycofało się w niedostępne góry Sierra Madre na północy, gdzie miało doczekać końca wojny) zatoka Lingayen została przekształcona w wielką bazę logistyczną, działającą z powodzeniem do końca wojny.

## Upamiętnienie
9 stycznia 2008 roku gubernator Amado Espino Jr. i jego zastępczyni Marlyn Primicias-Agabas postanowili uczcić pamięć kombatantów. Wydana przez nich rezolucja ustanowiła dzień 9 stycznia Dniem Weterana prowincji Pangasinan. W czasie obchodów 63. rocznicy lądowania aliantów w zatoce Lingayen prezydent Fidel Ramos zaapelował do amerykańskiego prezydenta George’a W. Busha, w imieniu 24 000 żyjących jeszcze weteranów, o nadanie biegu projektom ustaw niezałatwionych od roku 1968 przez Izbę Reprezentantów Stanów Zjednoczonych – Filipino Veterans’ Equity Act z 2006 roku i Filipino Veterans’ Equity z 2005 – sponsorowanym przez byłego senatora Daniela Inouye’a.